# Oštri Zid
Oštri Zid est une localité croate de la municipalité de Berek située dans le comitat de Bjelovar-Bilogora.